# (12801) Somekawa
(12801) Somekawa est un astéroïde de la ceinture principale.

## Description
(12801) Somekawa est un astéroïde de la ceinture principale. Il fut découvert le 2 décembre 1995 à Ōizumi par Takao Kobayashi. Il présente une orbite caractérisée par un demi-grand axe de 2,47 UA, une excentricité de 0,12 et une inclinaison de 7,3° par rapport à l'écliptique.

## Compléments